# Chinon
Chinon [ʃinɔ̃] ist eine französische Stadt mit 8121 Einwohnern (Stand 1. Januar 2022) im Département Indre-et-Loire in der Région Centre-Val de Loire und Unterpräfektur des Arrondissements Chinon. Der Ort erstreckt sich über beide Ufer der Vienne, unweit der Mündung in die Loire.
Die Stadt ist bekannt für die imposante Ruine der Burg Chinon und das Kernkraftwerk Chinon mit vier aktiven Druckwasserreaktoren und drei stillgelegten UNGG-Reaktoren.

## Geschichte

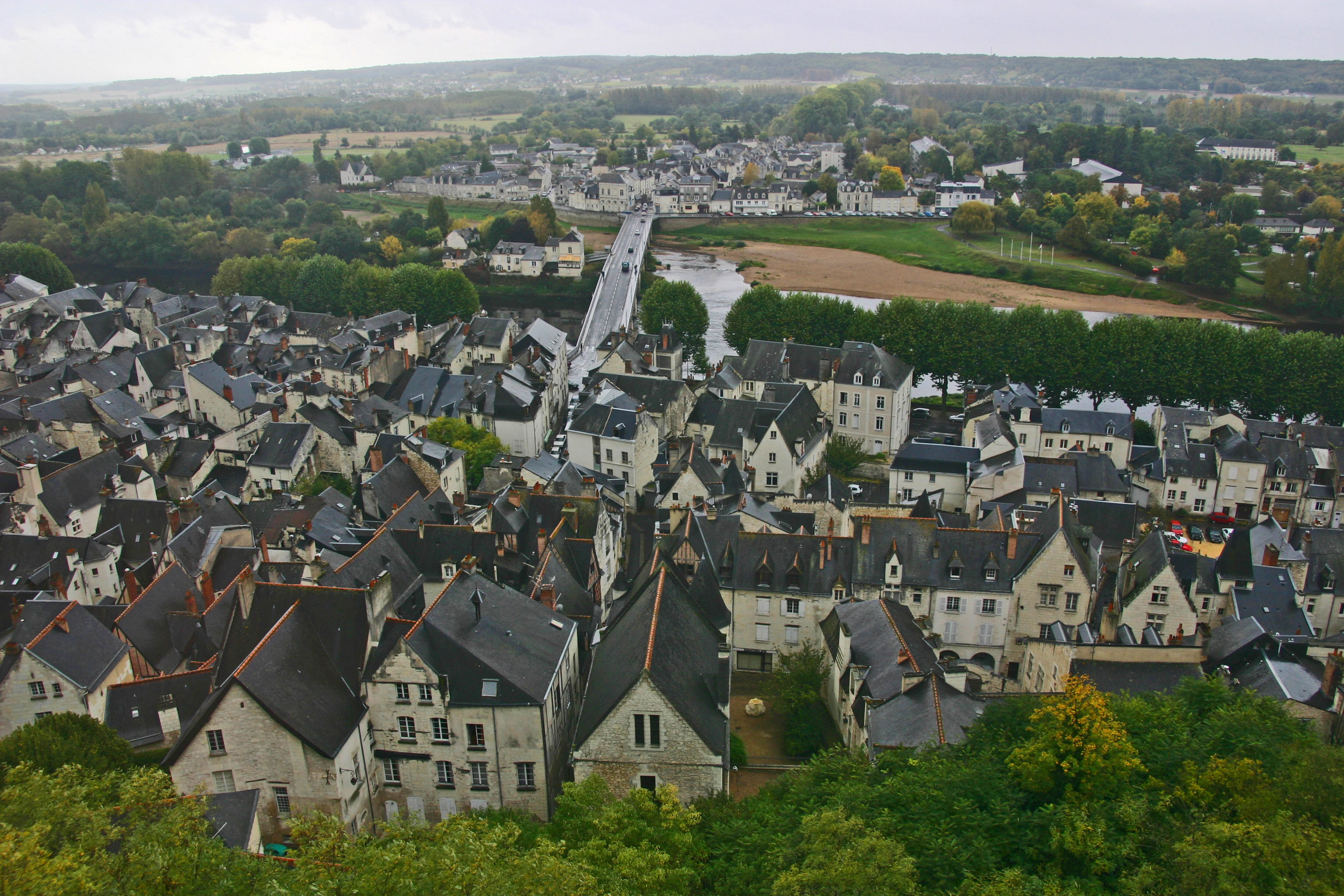
Blick über die Altstadt und auf die Brücke über die Vienne

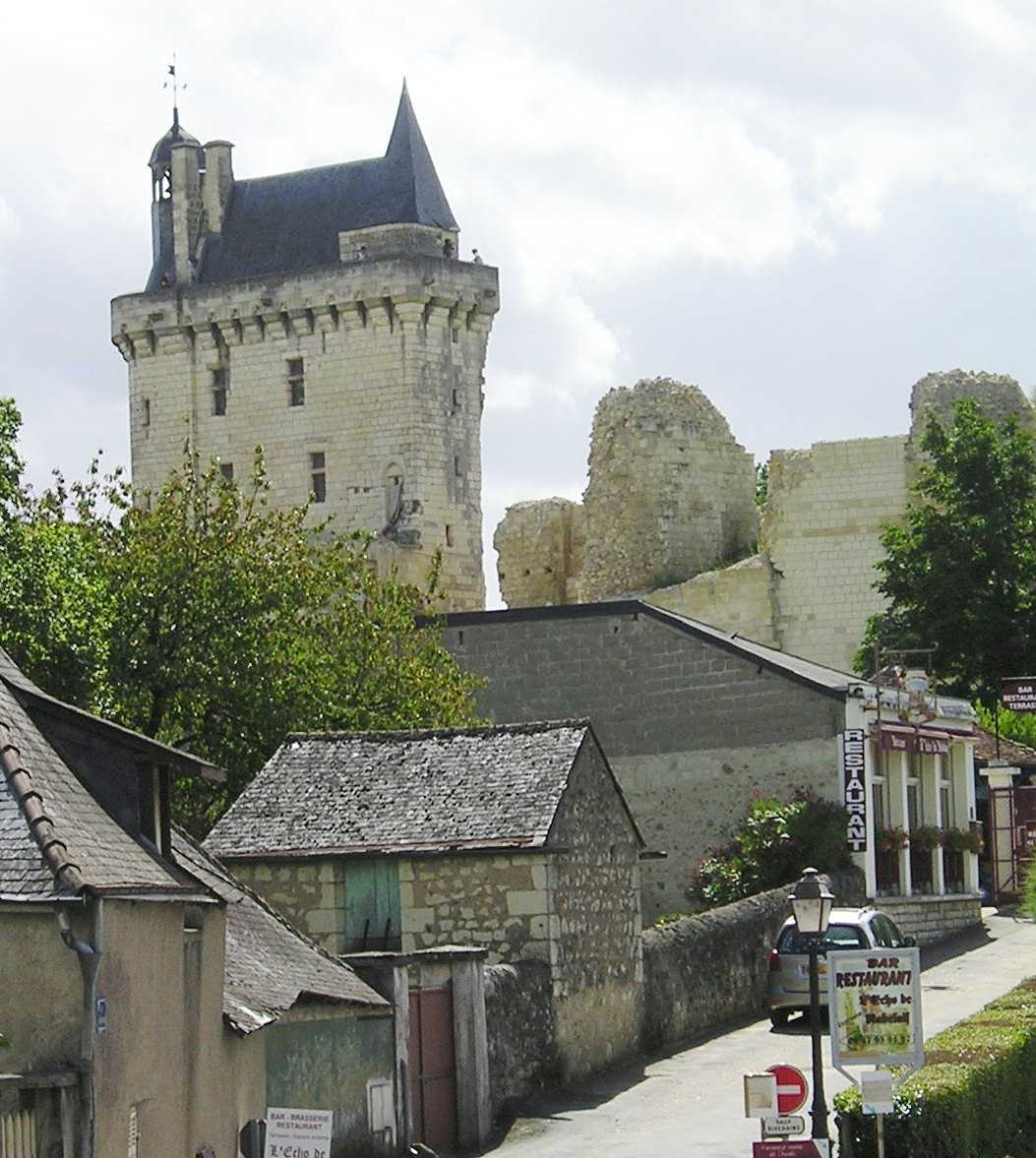
Königliche Festung

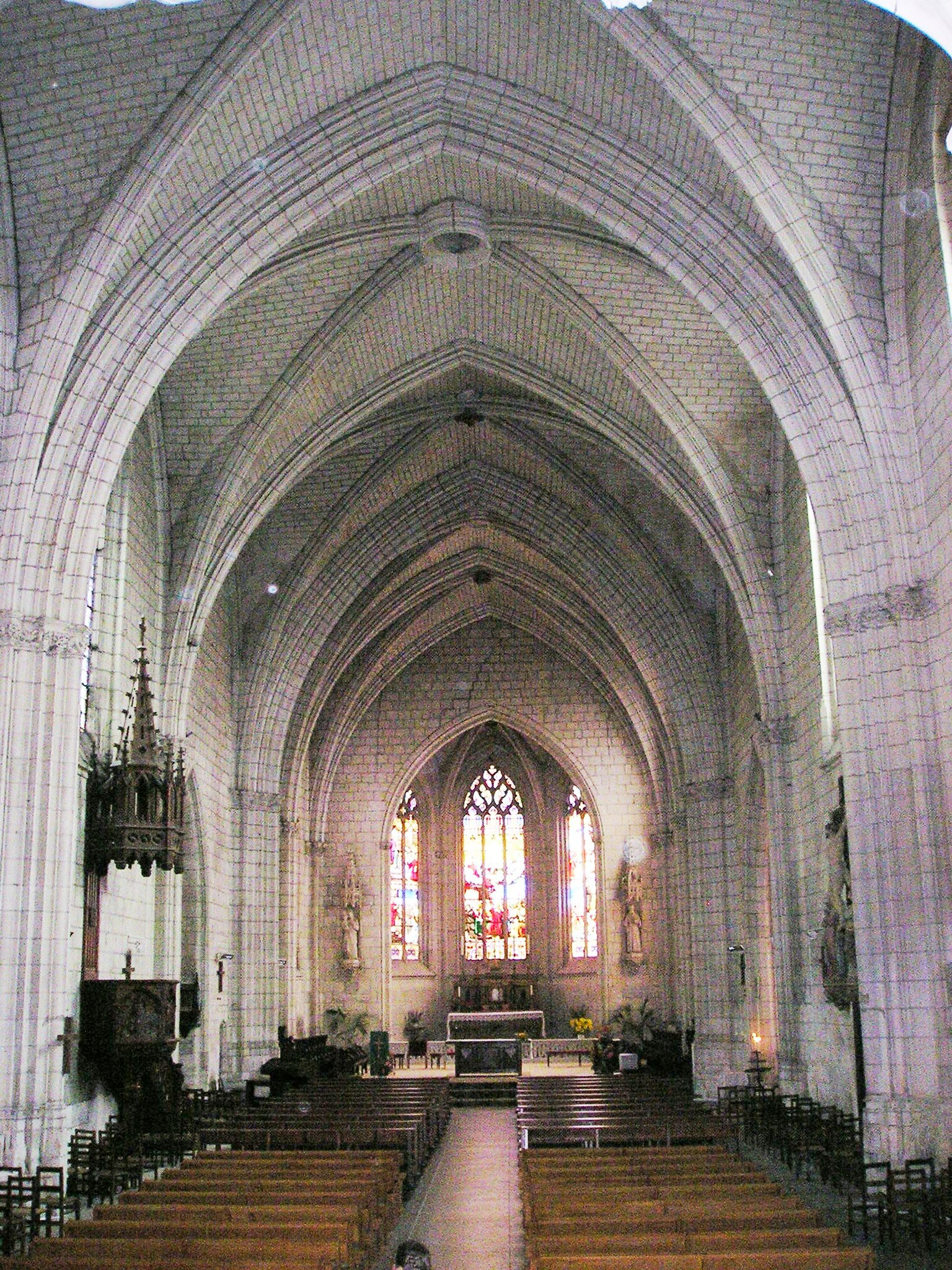
Kirche Saint-Étienne

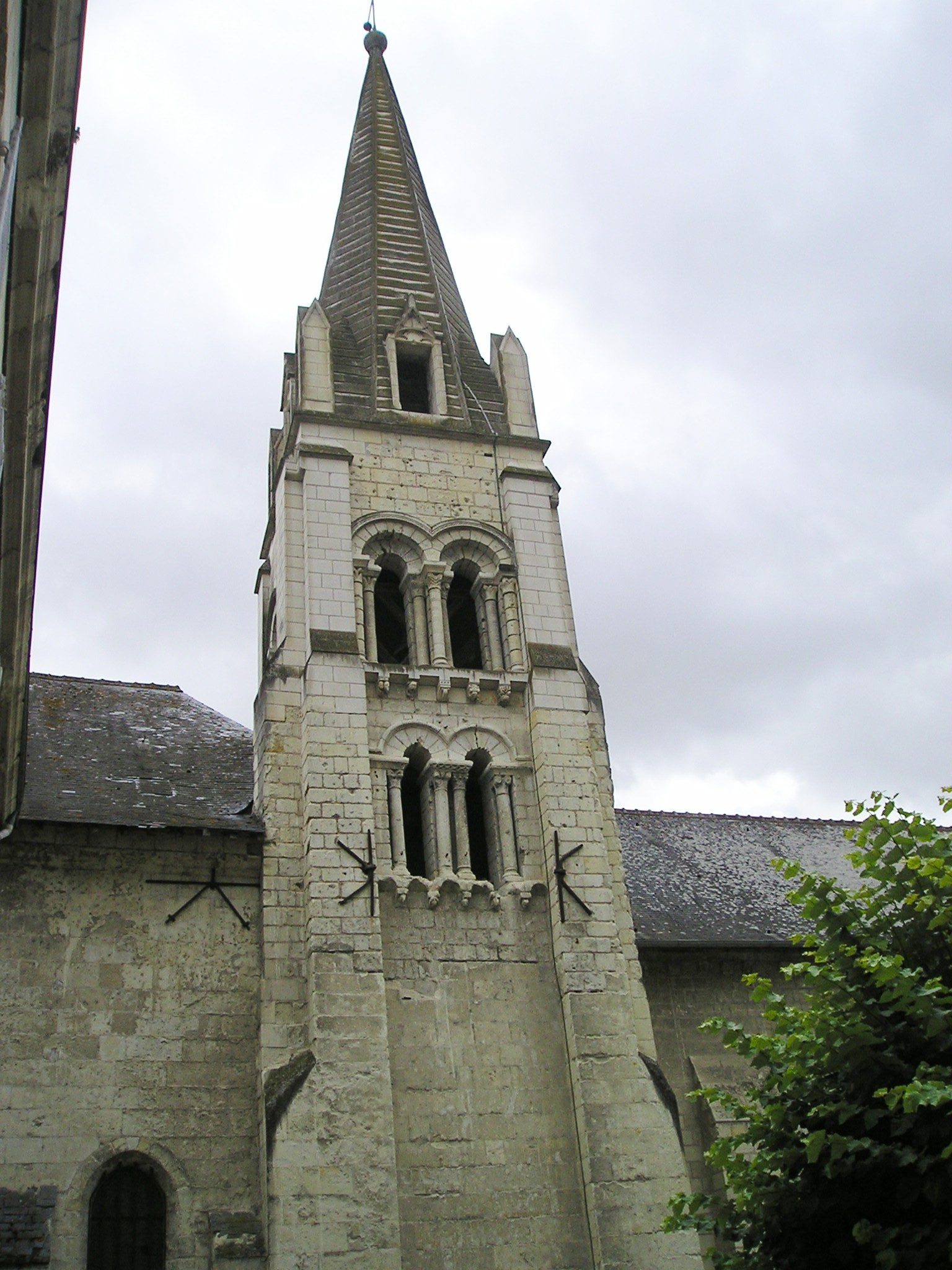
Kirche Saint-Maurice

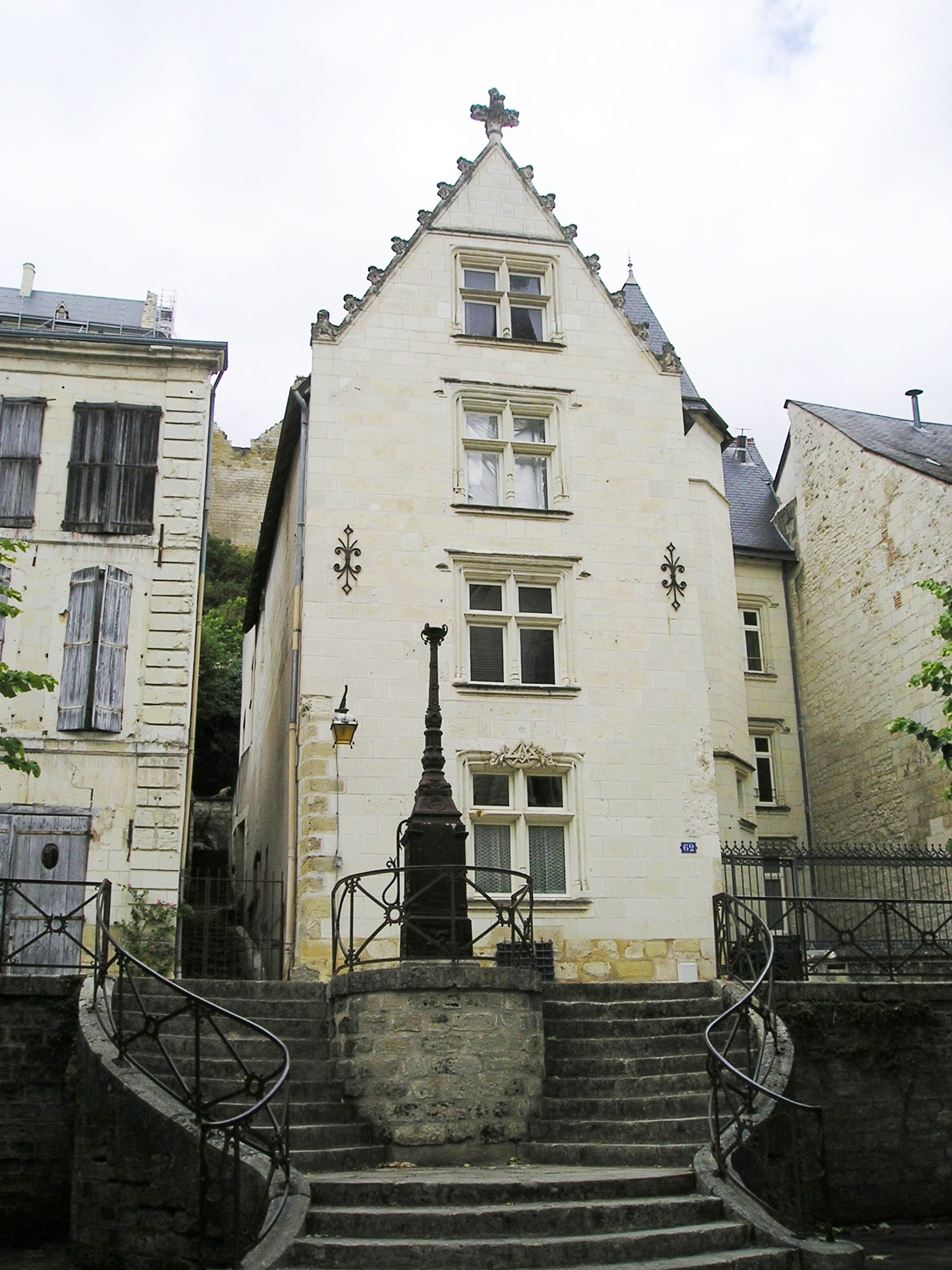
Renaissancehaus in der Altstadt

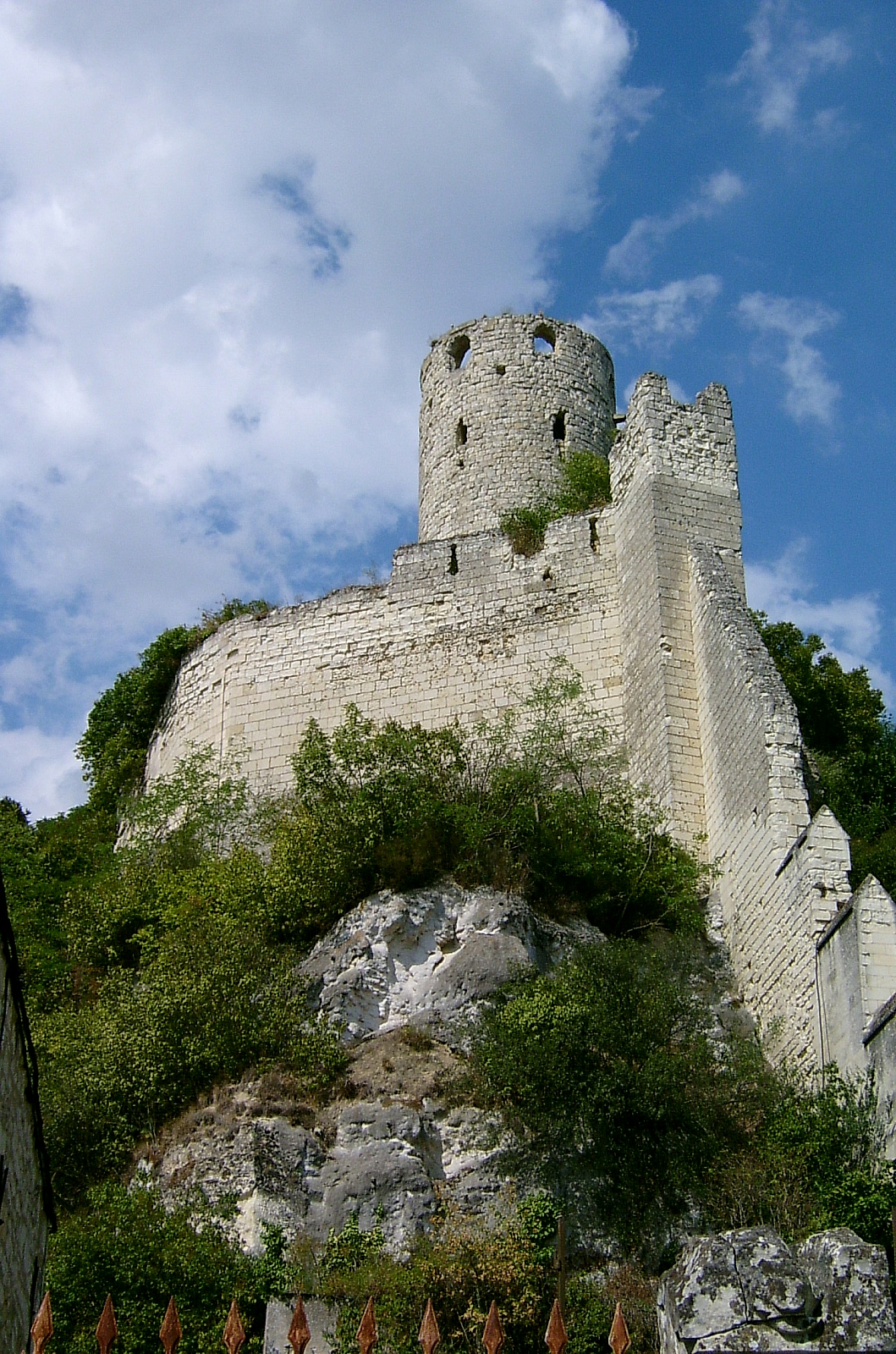
Burg

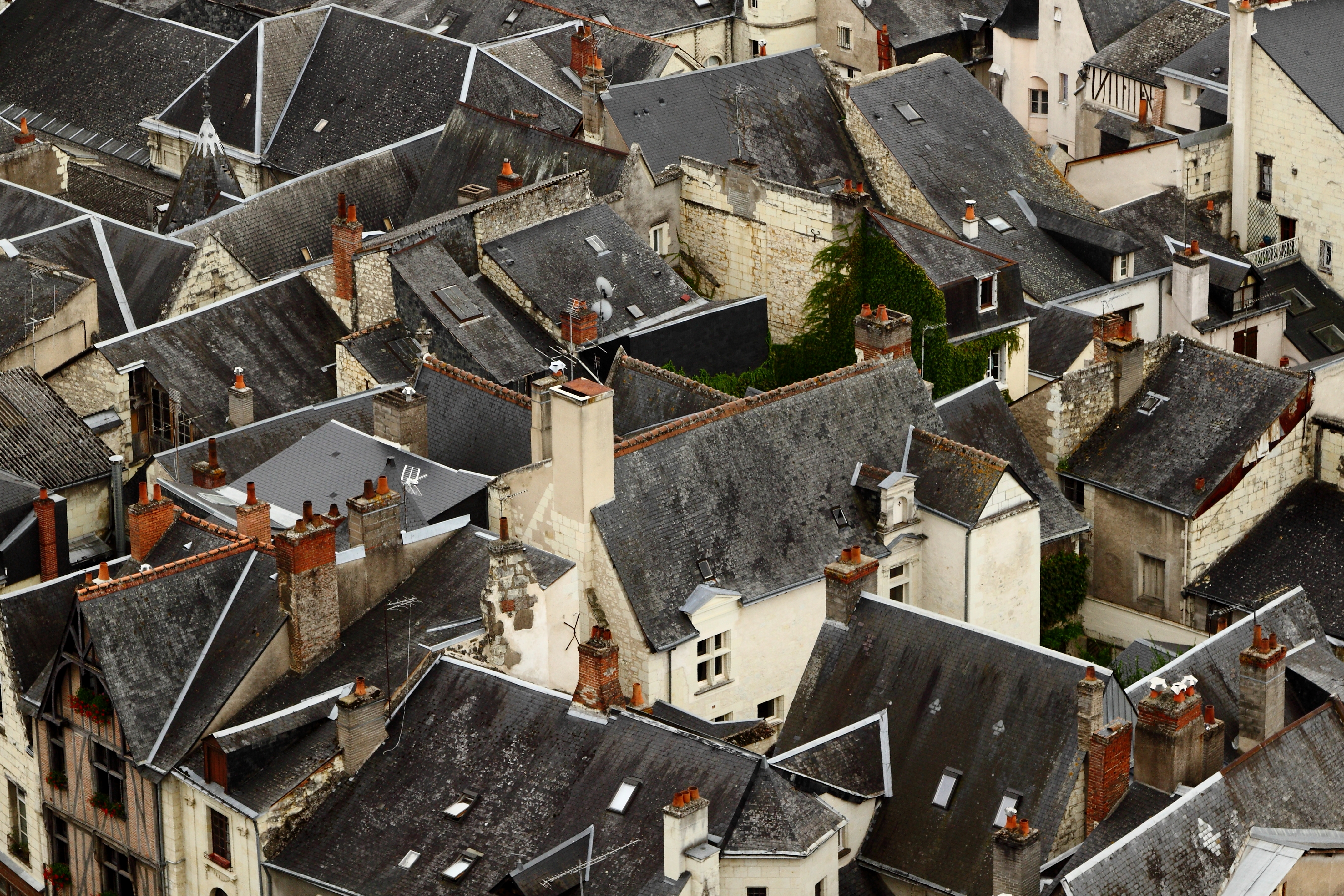
Dächer der Altstadt

Die strategisch interessante Stätte war bereits im Neolithikum besiedelt. Auf ein gallisches Oppidum folgte ein gallo-römisches Castrum. Zu den ersten bedeutenden Christen, die in Chinon wirkten, gehörten Brictius von Tours (frz. Brice, um 370–444), ein Anhänger des Martin von Tours, der die Kirche St. Martin stiftete und Mexme, Gründer einer Kirche und eines Klosters. Erstmals schriftlich erwähnt wurde der Ort als Caino im 6. Jahrhundert von Gregor von Tours (538–594).
Von 964 bis 1044 kam Chinon an die Grafen von Blois. Der Erbauer der ersten Burg war Theobald I. von Blois († 975). Sein Nachfahre Theobald III. überließ das Lehen 1044 dem Grafen von Anjou Gottfried II. (frz. Geoffroi oder Geoffroy Martel).
Als Heinrich Plantagenet, Herzog von Anjou (1151), der 1152 Eleonore von Aquitanien geheiratet hatte, 1154 den englischen Thron bestieg, fiel Chinon unter die Herrschaft der Engländer. Heinrich wählte Chinon als Residenz und verschied dort auch, nachdem er große Teile der Burg errichtet hatte. Diese erstreckt sich über 430 Meter in die Länge und 85 Meter in die Breite, deren Turm erreicht eine Höhe von knapp 40 Metern. Nach ihm wurde die Burg Chinon zeitweilig von Richard Löwenherz sowie seinem Bruder Johann Ohneland und dessen Gemahlin Isabella von Angoulême bewohnt. Im Jahr 1205 eroberte der König von Frankreich Philipp II. August Chinon und brachte die Touraine in die königliche Domäne ein.
In Chinon trat 1429 in der Burg Jeanne d’Arc dem Dauphin und späteren König Karl VII. gegenüber und erhielt von ihm die Erlaubnis, gegen die Engländer in Orléans zu ziehen.

### Bevölkerungsentwicklung
| Jahr                       | 1962 | 1968 | 1975 | 1982 | 1990 | 1999 | 2010 | 2017 |
| Einwohner                  | 7593 | 7735 | 8014 | 8622 | 8627 | 8716 | 7894 | 8242 |
| Quellen: Cassini und INSEE |      |      |      |      |      |      |      |      |

## Wappen
Blasonierung: In Rot drei goldene perspektivische, dreitürmige, gemauerte Burgen, mit Tor, Zinnen und zwei Fenstern an jedem Turm, der größere mittlere Turm rückstehend und bedacht, und drei goldene heraldische Lilien in alternierender Ordnung in zwei Reihen.
Versionen: neben der modernen perspektivischen Form der gemauerten Burg mit bedachtem und bezinntem Hauptturm und den unbedachten, bezinnten Vortürmen (Flankentürmen), gibt es eine Burgform mit drei gleichen, in Reihe stehenden, gemauerten unbedachten, beflaggten Türmen, der mittlere mit geschlossenem Tor und eine Version mit bedachtem und bezinntem Haupt- und bezinnten Flankentürmen, Letztere mit gemauerten konischen Sockeln und einem Fenster, der Hauptturm mit offenem Tor, Kettenschlitzen und offenem Gatter.

## Sehenswürdigkeiten
Das Gemeindegebiet ist Bestandteil des Regionalen Naturparks Loire-Anjou-Touraine.

### Gebäude
Unter den sehenswerten Gebäuden sind hervorzuheben:
- Ruine der Burg Chinon, von der sich eine schöne Aussicht über die gut erhaltene Stadt bietet
- Stiftskirche (10./11. Jh.) und das ehemalige Kloster St. Mexme (heute eine Schule)
- Altstadt, mit Häusern aus dem 15. und 16. Jahrhundert
- Kirche Notre-Dame de Parilly (12. Jahrhundert)
- Kirche Saint-Étienne (15. Jahrhundert)
- Kirche Saint-Maurice (12.–15. Jahrhundert)
- Tour de l’Horloge (Uhrturm), (im Kern 12. Jahrhundert)
- Tour Argenton (15. Jahrhundert)

### Museen
Chinon beherbergt folgende Museen:
- Musée du Carroi („Musée du Vieux Chinon“: Exponate zur Geschichte der Stadt und ihres Umlandes)
- Musée Jeanne-d’Arc im „Tour de l’Horloge“
- Musée animé du vin (Weinmuseum)
- Musée des arts et traditions populaires (Museum der Volkskunst und Traditionen)
- Maison de la Rivière, Quai Pasteur, zur Geschichte der Flussschifffahrt auf der Loire

## Wirtschaft
Die früher bedeutenden Steinbrüche sind heute nicht mehr in Betrieb. Haupteinnahmequellen sind Ackerbau (Getreide), Viehzucht, Anbau von Wein und Obstbäumen, die Herstellung von Ziegenkäse und der Fremdenverkehr. Des Weiteren ist ein Sägewerk in Chinon ansässig. Am Stadtrand wurde eine Industriezone eingerichtet. Ein großer Arbeitgeber in der Nähe der Stadt ist das Kernkraftwerk Chinon. 

### Weinbaugebiet Chinon
Die hier produzierten Weine zählen derzeit zu den Besten in ganz Frankreich. Oberhalb der Ufer der Vienne und für Besichtigungen offen, liegen die Weinkeller, in denen Chinons berühmte Cabernet-Franc-Rotweine gelagert werden. Diese „Keller“ sind eigentlich Höhlen, die in den porösen Kalkstein gehauen wurden, um daraus die Steine für den Bau der Burg zu gewinnen. Vor allem die höher gelegenen Höhlen, deren Vorderfront viel Sonnenlicht erhielt, wurden vielfach auch als Wohnungen genutzt, indem man den Eingang mit einer Wand, Türen und Fenstern versah. In einer dieser Wohnhöhlen wurde das Musée Ste. Ragegonde eingerichtet.
Die AOC Chinon verfügt über 2200 Hektar Rebfläche und liegt in der Region Touraine, gegenüber dem Weinbaugebiet Bourgueil (siehe auch den Artikel Val de Loire (IGP)). Das Rebland verteilt sich auf:
- Sand- und Kiesböden in der Region Véron, dem ehemaligen Überschwemmungsland zwischen Loire und Vienne. Hier wachsen leichte Weine.

- Kalkstein- und Tuffsteinhänge sowie angrenzende Plateaus um Cravant-les Côteaux, Sazilly und Beaumont-en-Véron. Hier entstehen mittelschwere Rotweine der Spitzenklasse mit einem hervorragenden Alterungsvermögen. In guten Jahrgängen kann ein hervorragender Chinon einige Jahrzehnte lagern.

Im Jahr 2002 wurden 108.609 hl Rotwein (bzw. kleine Mengen Roséwein) und 1.100 hl Weißwein aus der Rebsorte Chenin Blanc gekeltert.

## Chinon im Film
Chinon ist Schauplatz in zwei englischen Spielfilmen, deren Drehort freilich nicht die Burgruine war:
- Becket (1963) nach dem Theaterstück Becket oder die Ehre Gottes von Jean Anouilh, Drehbuch Edward Anhalt (Oscar 1964), Regie Peter Glenville, mit Peter O’Toole (Heinrich II. von England), Richard Burton (Thomas Becket) und John Gielgud (Ludwig VII. von Frankreich). Drehorte waren die Shepperton Studios (England), Alnwick Castle und Bamburgh Castle.
- Der Löwe im Winter (1968), Drehbuch James Goldman, Regie Anthony Harvey, mit Peter O’Toole (Heinrich II. von England), Katharine Hepburn (Eleonore von Aquitanien), Anthony Hopkins (Richard Löwenherz), Nigel Terry (Johann Ohneland). Drehorte waren die Ardmore Studios (Irland), die Abtei Montmajour bei Arles und die Burg Tarascon.
- Die Prinzessin von Montpensier von Bertrand Tavernier (2010).
- L'Escargot noir (Fernsehfilm von Claude Chabrol, 1988).
- Die Stadt Chinon ist Wohnsitz der Familie Verneuil in den französischen Filmkomödien Monsieur Claude und seine Töchter (2014) und dessen Fortsetzungen Monsieur Claude 2 (2019) sowie Monsieur Claude und sein großes Fest (2021), die alle von Philippe de Chauveron inszeniert wurden.

## Städtepartnerschaften
- Hofheim am Taunus, Deutschland
- Tiverton in England

Chinon, Hofheim und Tiverton bilden ein „Städtedreieck“ (Ringpartnerschaft), das heißt, sie sind auch untereinander durch Partnerschaften verbunden.

## Persönlichkeiten

### Söhne und Töchter der Stadt
- François Rabelais (um 1493–1553), Schriftsteller der Renaissance
- Claude Quillet (1602–1661), Arzt und Schriftsteller
- Pierre Tabart (1645–1716), Komponist und römisch-katholischer Priester
- Alexandre Le Riche de La Pouplinière (1693–1762), Steuerpächter, Kunstmäzen und Förderer der französischen Aufklärung
- Jean-Philippe Grand (* 1953), Autorennfahrer und Rennstallbesitzer